# Mošurov
Mošurov (em húngaro: Ádámfölde) é um município da Eslováquia, situado no distrito de Prešov, na região de Prešov. Tem 5,44 km² de área e sua população em 2018 foi estimada em 181 habitantes.

## Demografia
| Ano:        | 1994 | 2004    | 2014    | 2024   |
| ----------- | ---- | ------- | ------- | ------ |
| Broj ljudi: | 135  | 159     | 182     | 197    |
| Razlika:    |      | +17,77% | +14,46% | +8,24% |

| Ano:               | 2023 | 2024   |
| ------------------ | ---- | ------ |
| Número de pessoas: | 192  | 197    |
| Diferença:         |      | +2,60% |